# Arasjaure (Arjeplogs socken, Lappland)
Arasjaure är en sjö i Arjeplogs kommun i Lappland och ingår i Piteälvens huvudavrinningsområde. Sjön har en area på 0,319 kvadratkilometer och ligger 970,1 meter över havet.

## Delavrinningsområde
Arasjaure ingår i det delavrinningsområde (743274-154700) som SMHI kallar för Ovan 743004-155013. Medelhöjden är 1 012 meter över havet och ytan är 37,6 kvadratkilometer. Det finns ett avrinningsområde uppströms, och räknas det in blir den ackumulerade arean 104,9 kvadratkilometer. Sartajåkkå som avvattnar avrinningsområdet har biflödesordning 2, vilket innebär att vattnet flödar genom totalt 2 vattendrag innan det når havet efter 325 kilometer. Avrinningsområdet består mestadels av kalfjäll (97 procent). Avrinningsområdet har 1,16 kvadratkilometer vattenytor vilket ger det en sjöprocent på 3,1 procent.